# Testamento mortale
Testamento mortale è un romanzo horror di Stan Nicholls.
In Italia è stato pubblicato nella collana Super brividi.

## Trama
Ben Withbourne si ritrova in un taxi, diretto a Xanadu, la casa di suo zio Silvester, morto poco tempo prima a Londra. Xanadu è l'impotente dimora di zio Silvester, chiamata così come la casa di Quarto potere perché lo zio era ossessionato dal cinema: infatti è morto perché cercava di mettere in salvo degli storyboard de Il Mago di Oz. Appena arrivato a Xanadu, fa la conoscenza della domestica di zio Silvester e del suo avvocato. Pian piano, e con molta fatica, arrivano anche gli altri componenti della famiglia Withbourne. Una delle sorelle del defunto, ossessionata dallo yoga, si dirige a fare degli esercizi in biblioteca dopo cena, e improvvisamente si sente uno sparo provenire proprio dalla biblioteca e viene trovata morta la sorella del defunto...i giorni passano e il mistero si infittisce perché vengono trovati morti anche altri componenti della famiglia...